# Kozacy astrachańscy
Kozacy astrachańscy – kozacy służący w Kozackim Wojsku Astrachańskim w czasach Imperium Rosyjskiego. Zajmowali się oni przede wszystkim patrolowaniem ziem ciągnących się wzdłuż Wołgi w okolicach Astrachania, który od 1556 roku był częścią państwa carów.

## Historia
W 1737 roku władze Imperium zadecydowały o przeniesieniu części kozaków nadwołżańskich do Astrachania, formując z nich trzy oddziały, których zadaniem było eskortowanie kurierów i carskich urzędników. 28 marca 1750 roku utworzono pierwszy regiment kozaków astrachańskich. Żołnierzy, wraz z rodzinami osiedlono na prawym wybrzeżu Wołgi, na odcinku od Astrachania do Czarnego Jaru (miasteczko w obwodzie astrachańskim). W XIX wieku wojska kozackie na tym obszarze zwiększono, przenosząc tutaj kozaków z Carycyna, Kamyszyna i Saratowa, a także przyjmując na służbę Tatarów i Kałmuków. W 1817 roku żołnierzy kozackich było tu już około 1600.
Dokonano wówczas nowego podziału sił, w wyniku którego sformowano 3 regimenty Kozackiego Wojska Astrachańskiego. W 1883 roku ustanowiono atamana dla Kozaków astrachańskich (wcześniej podlegali oni dowództwu wojskowemu z Kaukazu). Ataman był jednocześnie gubernatorem Astrachania. W 1872 roku dokonano nowego podziału wojska i sformowano jeden regiment kawalerii. W 1916 roku liczba kozaków astrachańskich wynosiła około 40 000. Posiadali cztery stanice nieopodal Carycyna, Saratowa oraz Czarnego i Czerwonej Jaru. Liczba gospodarstw (chutorów) wynosiła około 60, a ilość ziemi około 9000 km². W czasach pokoju Kozackie Wojsko Astrachańskie składało się z jednego regimentu kawalerii i jednego plutonu gwardii. Na czas wojny powoływano pod broń trzy regimenty kawalerii, jeden pluton gwardii, jeden batalion i dwie sotnie rezerwowe – ogółem 2600 żołnierzy.
Kozacy astrachańscy brali udział w walkach z Napoleonem, wojnach rosyjsko-tureckich w XIX wieku i I wojnie światowej. W czasie rosyjskiej wojny domowej większość z nich poparła białych. Po zwycięstwie bolszewików w 1920 roku Kozackie Wojsko Astrachańskie zostało rozwiązane.